# Сутормін Олексій Сергійович
Олексій Сутормін (рос. Алексей Сергеевич Сутормин, нар. 10 січня 1994, Москва) — російський футболіст, півзахисник клубу «Зеніт».
На правах оренди грає в клубі «Ростов».

## Кар'єра

### Клубна
Народився 10 січня 1994 року в Москві. Вихованець футбольної школи клубу «Зеніт».
У дорослому футболі перший контракт уклав із другою командою клубу «Зеніт» у 2012 році.
У 2013 році перейшов до складу московської команди «Строгіно». Відіграв за цей клуб наступні два сезони своєї ігрової кар'єри. Більшість часу, проведеного у складі, був основним гравцем команди.
2015 року уклав контракт з клубом «Волгар» (Астрахань), у складі якого провів наступні три роки своєї кар'єри гравця. Граючи у складі «Волгаря» також здебільшого виходив на поле в основному складі команди.
До складу клубу «Оренбург» приєднався 2018 року. Станом на 25 травня 2019 року відіграв за команду з Оренбургу 42 матчі в національному чемпіонаті.
29 червня 2019 Олексій уклав чотириоічний контракт з казанським «Рубіном». Через дев'ять днів півзахисник підписує новий контракт цього разу з «Зенітом» на три роки з можливістю продовжити його ще на рік.
11 лютого 2024 року Сутормін на правах оренди перейшов до «Сочі». 15 серпня 2024 також на правах оренди Олексій перейшов до команди «Ростов».

### Збірна
8 жовтня 2021 року у матчі проти Словаччини Сутормін дебютував у складі національної збірної Росії. На наступну гру проти Словенії Сутормін вийшов, як капітан команди. 11 листопада 2021 року в поєдинку проти команди Кіпру Сутормін забив перший гол в складі збірної країни.

## Титули і досягнення
- Чемпіон Росії (4):

«Зеніт»: 2019–20, 2020–21, 2021–22, 2022–23
- Володар Кубка Росії (1):

«Зеніт»: 2019–20
- Володар Суперкубка Росії (3):

«Зеніт»: 2021, 2022, 2023